# Chihuahuawoestijn
De Chihuahuawoestijn (Engels: Chihuahua Desert, Spaans: Desierto de Chihuahua) is een woestijn die gelegen is aan beide zijden van de grens tussen de Verenigde Staten en Mexico. In de Verenigde Staten beslaat hij de dalen en hoogvlakten van het zuidoosten van Arizona, het midden en zuiden van de staat New Mexico en het zuidwesten van Texas ten westen van de rivier de Pecos. In Mexico beslaat de woestijn het noorden van de staat Chihuahua, het grootste deel van Coahuila, het noordoostelijke deel van Durango, het uiterste noorden van Zacatecas en kleine delen van het westen van Nuevo León. 
De Chihuahuawoestijn vormt een ecoregio, die onderdeel is van de WNF-bioom woestijnen en droge struwelen. De ecoregio heeft een warm woestijnklimaat en een warm steppeklimaat. 
De woestijn heeft een geschatte oppervlakte van ongeveer 453.000 km² en is daarmee de grootste woestijn van Noord-Amerika. Het gebied van het Grote Bekken is wel groter maar de Grote Bekkenwoestijn bedraagt 409.000 km². De woestijn is vrij jong en bestaat pas 8000 jaar.

## Geografie
Er zijn verschillende grotere bergketens in de Chihuahuawoestijn, waaronder de oostelijke Sierra Madre, de Sierra del Carmen, de Organ Mountains, de Franklin Mountains, de Sacramento Mountains, de Chisos Mountains, de Guadalupe Mountains en de Davis Mountains. Deze creëren “sky islands” van koelere, nattere klimaten naast of binnen de woestijn, en zulke hoger gelegen gebieden hebben zowel naald- als loofbossen, inclusief bossen langs drainages. De lager gelegen gebieden van de Sandia-Manzano Mountains, de Magdalena-San Mateo Mountains en de Gila Region grenzen deels aan de Chihuahuawoestijn en deels aan andere ecoregio's die geen woestijn zijn.
Er zijn weinig stedelijke gebieden in de woestijn: de grootste is Ciudad Juárez met bijna twee miljoen inwoners; Chihuahua, Saltillo en Torreón; en de Amerikaanse steden El Paso en Albuquerque. Alamogordo, Alpine, Benson, Carlsbad, Carrizozo, Deming, Fort Stockton, Fort Sumner, Las Cruces, Marfa, Pecos, Roswell en Willcox behoren tot de andere gemeenschappen in deze ecoregio. Safford en Benson in Arizona liggen in laaggelegen gebieden aan de westelijke randen van de Chihuahuawoestijn, maar in een ecotoon met de Sonorawoestijn.
Volgens het Wereld Natuur Fonds is de Chihuahuanwoestijn misschien wel de meest biologisch diverse woestijn ter wereld, gemeten naar soortenrijkdom of endemie. De regio is ernstig aangetast, voornamelijk door begrazing. Veel inheemse grassen en andere soorten zijn door overbegrazing en andere verstedelijking gedomineerd door houtachtige inheemse planten, waaronder creosootstruik en mesquite. De Mexicaanse wolf, ooit overvloedig aanwezig, was bijna uitgestorven en staat nog steeds op de lijst van bedreigde diersoorten.

## Klimaat
De woestijn is voornamelijk een regenschaduwwoestijn omdat de twee belangrijkste bergketens die de woestijn begrenzen, de Sierra Madre Occidental in het westen en de Sierra Madre Oriental in het oosten, het meeste vocht tegenhouden van respectievelijk de Stille Oceaan en de Golf van Mexico. Klimatologisch heeft de woestijn meestal een droog, mesotherm klimaat met één regenseizoen in de late zomer en kleinere hoeveelheden neerslag in het begin van de winter, waarbij de gemiddelde dagtemperatuur van de koudste maand warmer is dan 0 °C. De meeste regen valt tussen eind juni en begin oktober tijdens de Noord-Amerikaanse moesson wanneer vochtige lucht uit de Golf van Mexico en de Zee van Cortés de regio binnendringt, of veel minder vaak, wanneer een tropische cycloon landinwaarts trekt en tot stilstand komt.
Door de ligging in het binnenland en de hogere ligging dan de Sonorawoestijn in het westen, meestal variërend van 480 tot 1.800 m hoogte, heeft de woestijn een iets milder klimaat in de zomer (hoewel de temperatuur overdag in juni meestal tussen de 32 en 40 °C ligt), met milde tot koele winters en af en toe tot vaak vrieskou. De heetste temperaturen in de woestijn komen voor in lager gelegen gebieden en valleien, waaronder bij de Rio Grande van ten zuiden van El Paso tot in de Big Bend en de Bolson de Mapimi. Een subtropisch temperatuurregime beschrijft de lager gelegen gebieden in de Texas Big Bend tot aan de Presidio en Candelaria gebieden, dan zuidwaarts naar vergelijkbare hoogten, terwijl een warm gematigd temperatuurregime de hoger gelegen gebieden en verder naar het noorden beschrijft. De gemiddelde jaartemperatuur in de woestijn varieert van ongeveer 13 tot 22 °C, afhankelijk van hoogte en breedtegraad.
De gemiddelde jaarlijkse neerslag in de Chihuahuawoestijn is 235 mm met een bereik van ongeveer 150-400 mm, hoewel er meer neerslag valt dan in de meeste andere ecoregio's met warme woestijnen. Bijna twee derde van de weerstations in de droge zone heeft een jaartotaal tussen 225 en 275 mm. Sneeuwval is schaars, behalve aan de hoger gelegen randen. De noordelijke en oostelijke delen hebben strengere winters dan de zuidelijke en westelijke delen en krijgen de meeste winters een deel van de winterneerslag als sneeuwval.

## Flora
De creosootstruik (Larrea tridentata) is de dominante plantensoort op kiezelachtige en soms zandige bodems in valleigebieden in de Chihuahuawoestijn. De andere soorten die samen met de creosootstruik worden aangetroffen zijn afhankelijk van factoren als bodemtype, hoogte en hellingsgraad. Vachellia vernicosa en Flourensia cernua domineren de noordelijke delen, terwijl Psorothamnus scoparius voorkomt op zandgronden in westelijke delen. Yucca- en Opuntia-soorten zijn overvloedig aanwezig op hellingen en hooglanden in de meeste gebieden, terwijl de Echinocereus polyacanthus en de Ferocactus pilosus voorkomen in delen dicht bij de grens tussen de Verenigde Staten en Mexico.
Kruidachtige planten, zoals Muhlenbergia porteri, Bouteloua gracilis, B. breviseta en B. hirsuta, zijn dominant in woestijngraslanden en aan de bergranden, waaronder de Sierra Madre Occidental. Agave lechuguilla, Neltuma glandulosa, Opuntia macrocentra en Echinocereus pectinatus zijn de dominante soorten in het westen van Coahuila. Fouquieria splendens, Agave lechuguilla en Yucca filifera zijn de meest voorkomende soorten in het zuidoostelijke deel van de woestijn. Euphorbia antisyphilitica, Mimosa zygophylla, Acacia glandulifera en Agave lechuguilla worden gevonden in gebieden met goed drainerende, ondiepe bodems. De struiken die in de buurt van de Sierra Madre Oriental gevonden worden zijn uitsluitend Agave lechuguilla, Hechtia glomerata, Agave victoriae-reginae, Dasylirion en Helietta parvifolia, terwijl de goed ontwikkelde kruidlaag grassen, vlinderbloemachtigen en cactussen bevat.
Woestijn of dorre graslanden beslaan 20% van deze woestijn en zijn vaak mozaïeken van struiken en grassen. Hier groeien onder andere Aristida purpurea, Bouteloua eriopoda en Bouteloua curtipendula. Vroege Spaanse ontdekkingsreizigers rapporteerden dat ze grassen tegenkwamen die “buikhoog waren voor een paard”; waarschijnlijk waren dit Sporobolus wrightii en Hilaria mutica langs uiterwaarden of bodemgebieden.
Het Milieuprogramma van de Verenigde Naties rapporteerde in 2006 dat naar verwachting bijna de helft van de vogel-, zoogdier- en vlindersoorten in de Chihuahuawoestijn tegen 2055 door andere soorten zal zijn vervangen als gevolg van de klimaatverandering.

## Beschermde gebieden
Uit een beoordeling in 2017 bleek dat 35.905 km², oftewel 7% van de ecoregio zich in beschermde gebieden bevindt. Dit zijn onder andere:

### Verenigde Staten

#### Arizona
- Buenos Aires National Wildlife Refuge

#### New Mexico
- Bitter Lake National Wildlife Refuge
- Bosque del Apache National Wildlife Refuge
- Carlsbad Caverns National Park
- Carrizozo Malpais
- Oliver Lee Memorial State Park
- Organ Mountains–Desert Peaks National Monument
- Petroglyph National Monument
- Sevilleta National Wildlife Refuge
- White Sands National Park

#### Texas
- Big Bend National Park
- Big Bend Ranch State Park
- Black Gap Wildlife Management Area
- Franklin Mountains State Park
- Guadalupe Mountains National Park

### Mexico

#### Chihuahua
- Biosfeerreservaat Janos
- Cañón de Santa Elena Flora and Fauna Protection Area
- Médanos de Samalayuca Natural Protected Area

#### Coahuila
- Biosfeerreservaat Maderas del Carmen
- Cuatro Ciénegas Basin
- Ocampo Flora and Fauna Protection Area

#### Durango
- Biosfeerreservaat Mapimí
- Cañon de Fernández State Park

## Galerij

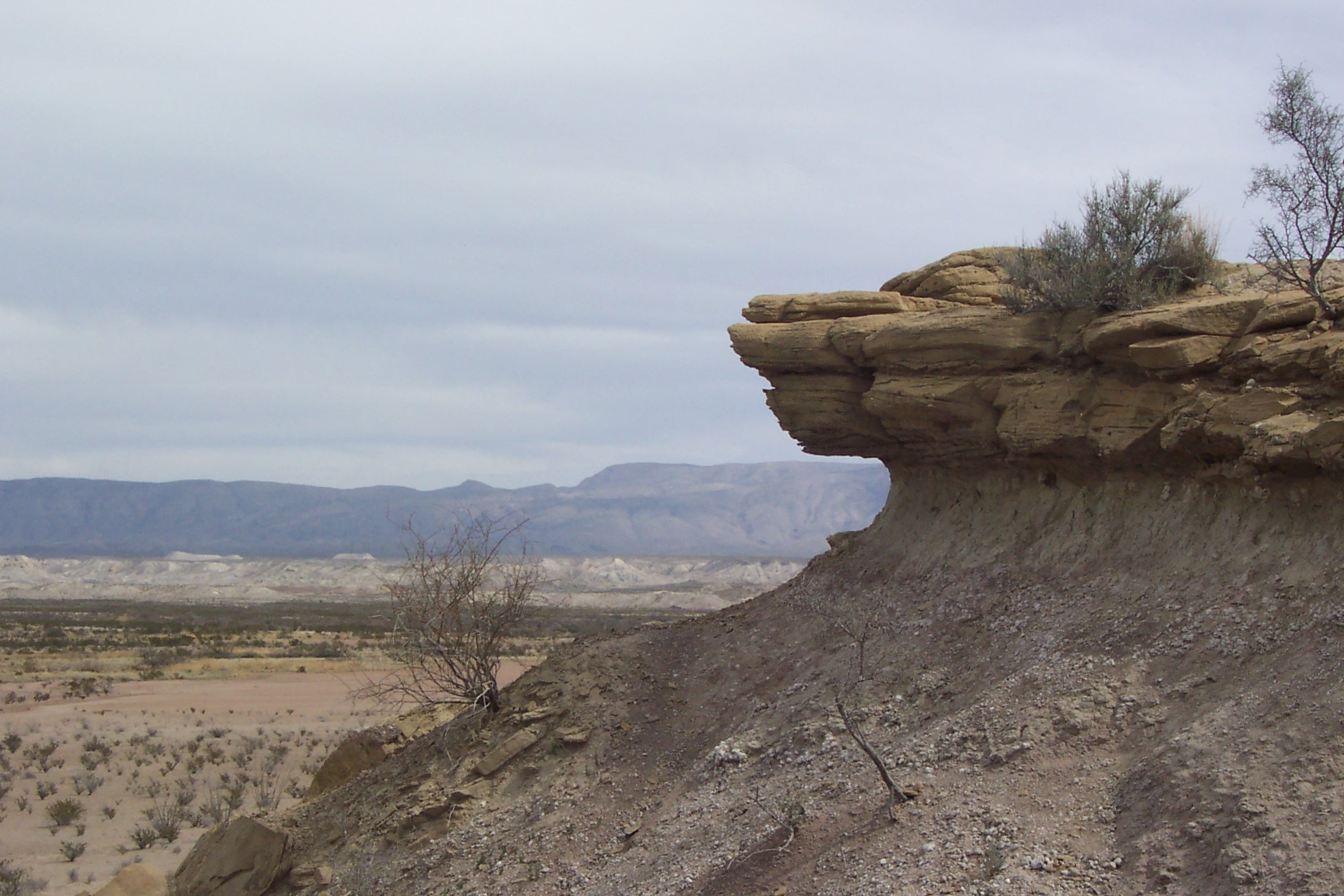
Rotsformatie in de Chihuahuawoestijn
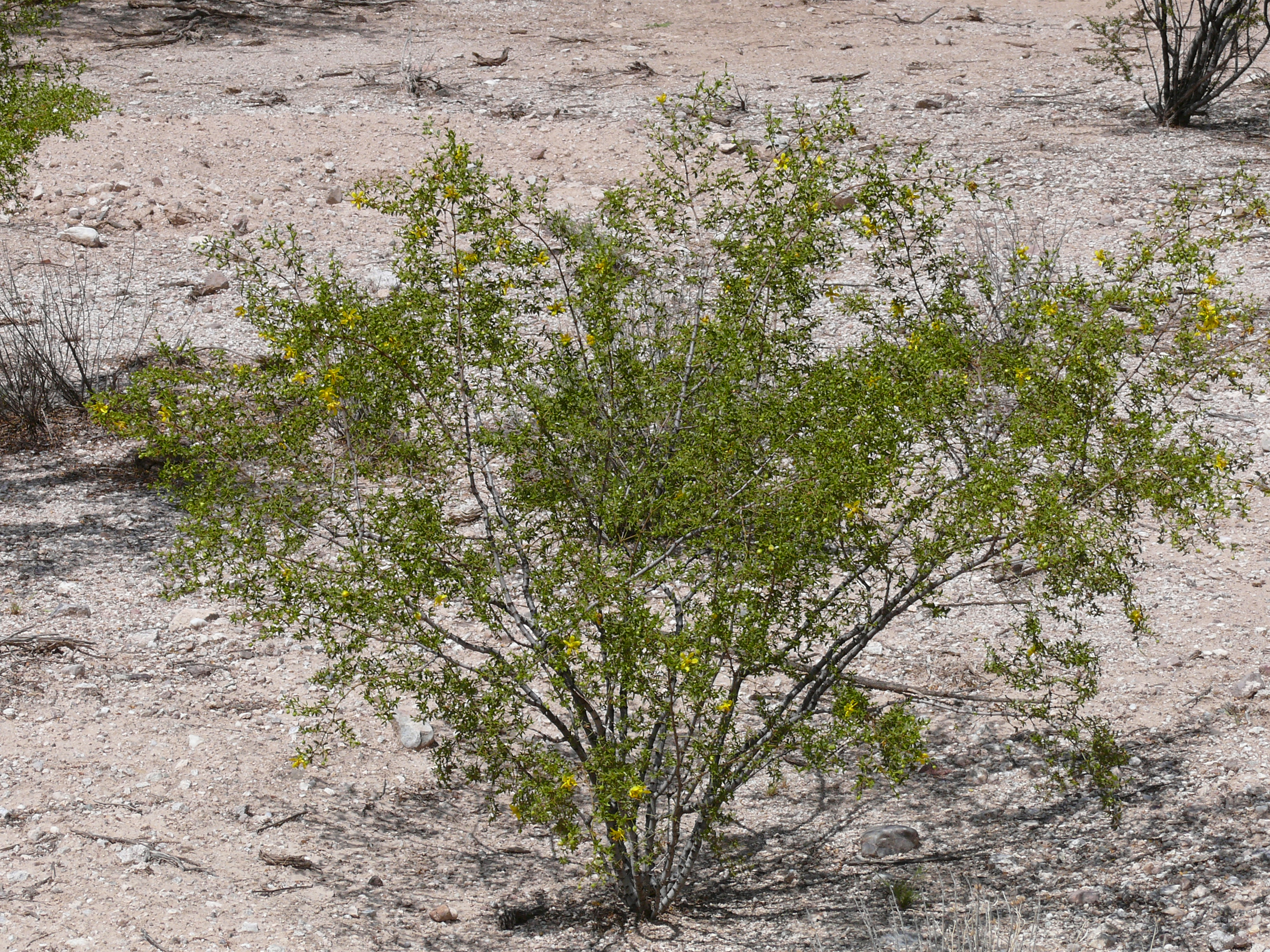
Een jonge creosootstruik (Larrea tridentata)
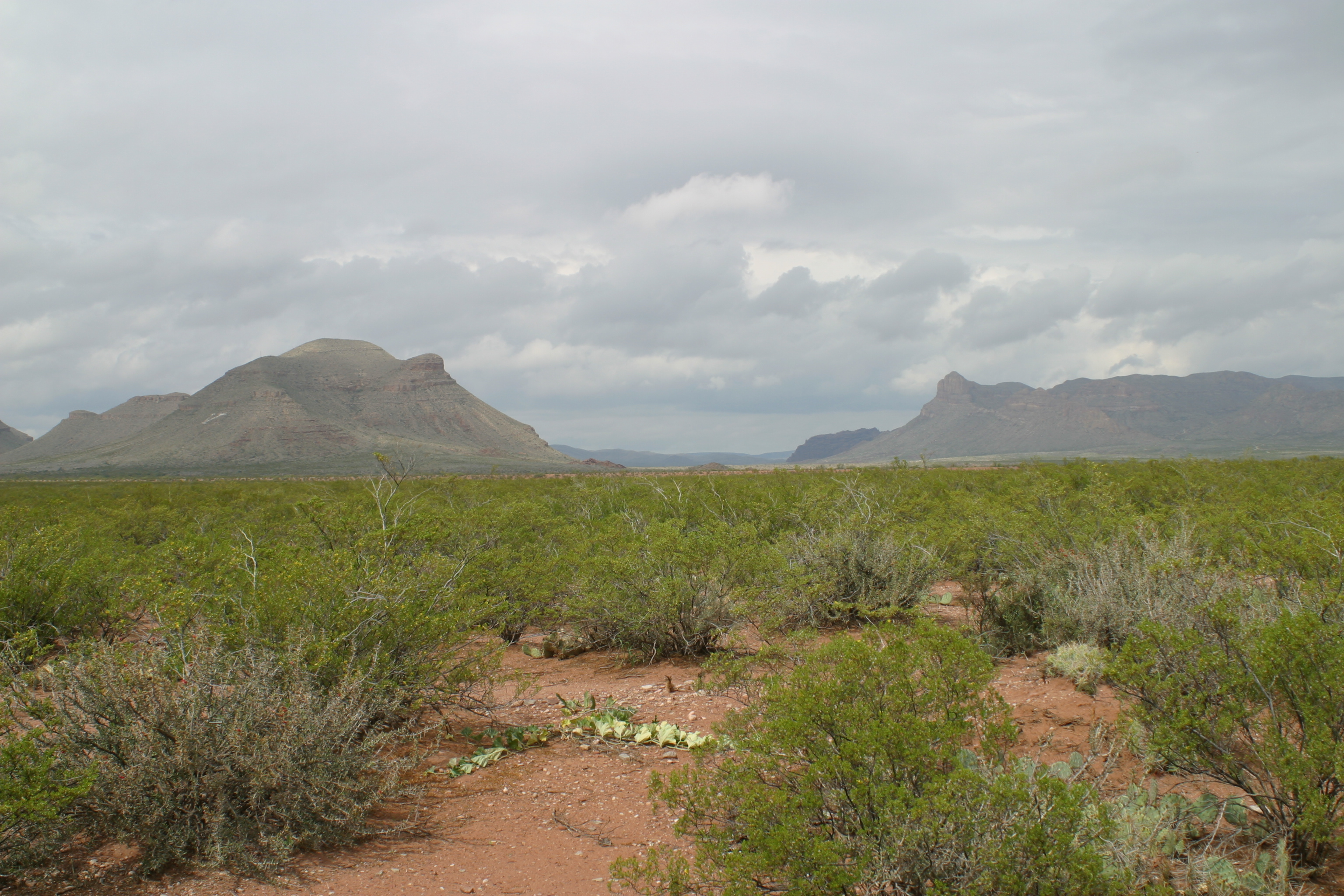
Yucca, creosootstruik, Cucurbita foetidissima, en mesquite typificeren de planten in de Chihuahuawoestijn
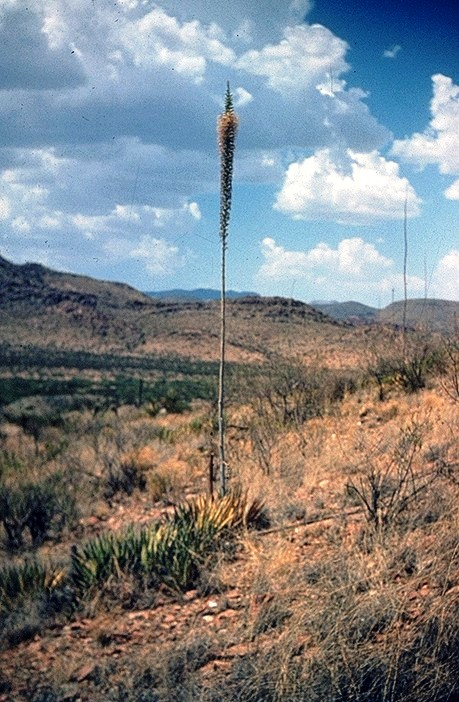
Lechuguilla (Agave lechuguilla) is een van de indicatorplanten in de Chihuahuawoestijn
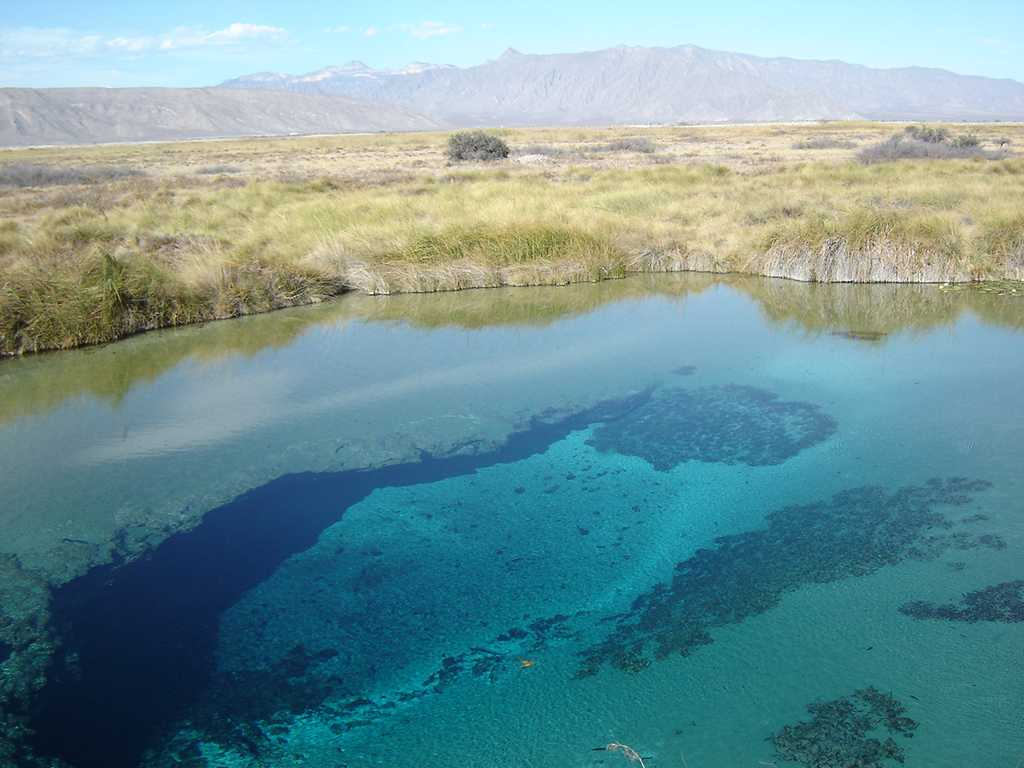
Poza Azul, een van de vele bronnen in Cuatro Ciénegas Basin in centraal Coahuila de Zaragoza, Mexico (2009).